# Beek (Voer)
De Beek (of Biek) is een beek in de Belgische gemeenten Dalhem en Voeren, in de Waalse provincie Luik en de Vlaamse provincie Limburg. De Beek ligt in het Voerdal en is de enige linker zijrivier van de Voer. De Beek is zo'n drie kilometer lang en loopt van het dorp Weerst (Warsage) naar 's-Gravenvoeren, waar ze tussen de watermolen Meuleken en de grens met Nederland in de Voer uitmondt.
De Beek stroomt via een tunneltje onder Spoorlijn 24 door en passeert vlak erna de gemeentegrens, die tevens de grens is tussen Wallonië en Vlaanderen. In 's-Gravenvoeren loopt de Beek langs het stadion van SK Moelingen-Voeren, de provinciale school en de Sint-Jozefkapel, waarna ze onder het kruispunt Moelingerweg-Grijzegraaf naar de Voer stroomt. Vlak na de monding is in 2020 een rioolwaterzuivering gebouwd.